# Västra Älgsimmen
Västra Älgsimmen är en sjö i Örebro kommun i Närke och ingår i Göta älvs huvudavrinningsområde.